# برخوردار (مقاطعة دلفان)
برخوردار (بالفارسية: برخوردار) هي مستوطنة تقع في قسم خاوة الجنوبي الريفي (مقاطعة دلفان) في إيران. يقدر عدد سكانها بـ 1,606 نسمة .